# One Must Fall: 2097
One Must Fall: 2097 est un jeu vidéo de combat développé par Diversions Entertainment et édité par Epic MegaGames, sorti en 1994 sur DOS.
Il a pour suite One Must Fall: Battlegrounds.

## Accueil
- PC Gamer : 84 %[1]